# Рыбка в ловушке
Рыбка в ловушке (яп. おさかなはあみの中 Осакана ва Ами но Нака, Fish in the Trap) — манга в жанре сёнэн-ай Раммы Нэкокити, впервые вышедшая в Японии в журнале Asuka Ciel в январе 1993 года. На русский язык лицензирована компанией «Фабрика комиксов». По манге в 1994 году было снято односерийное OVA.

## Сюжет
История повествует о двух совершенно разных людях. Один, мальчик по имени Мацуи, увлекается плаваньем и подумывает заняться этим спортом профессионально. На очередном соревновании он встречается с Юдзи — пловцом высшего класса. Тронутый до глубины души его профессиональностью и яркой внешностью, Мацуи даже не подозревает, что самые лучшие могут быть подонками.

## Главные персонажи
- Юдзи Цукамото — учащийся средней школы, который также является наследником большого франчайзинга. Он является капитаном команды по плаванию, лучшим пловцом колледжа, занявшим 3 место в прошедших соревнованиях. Однажды дружки Юдзи ловят Taкахиро в парке, где под прикрытием ночи и дождя Юдзи насилует мальчика. Влюбляясь в жертву насилия, он следит за ним повсюду несколько лет. И вот, молодой человек повзрослев приходит к нему сам, как рыба, пойманная в сети… С другой стороны, рыбой в сетях, как выясняется, является именно Юдзи, который по воле богатого родственника должен унаследовать крупную компанию и ему уже дали понять, что шляние неизвестно где с подозрительной компанией до добра не доведёт. Юдзи бросает друзей.
- Мацуи Taкахиро — учащийся средней школы, который в новом учебном году решает вступить в школьный клуб по плаванию, где главной звездой как раз и является Юдзи. Волею случая Мацуи знакомится с ним и отправляется в бар, где сталкивается с бойфрендом Юдзи и другими его приятелями. Они развлекаются тем, что заставляют новичка выпить алкоголь и выкурить травку. Taкахиро в шоке от разницы между своим кумиром на публике и в реальной жизни. Парнишка убегает из бара, но позже изловлен и изнасилован всей бандой включая и Юдзи.